# Pedro Muguruza
Pedro Muguruza Otaño (Elgóibar, 25 de marzo de 1893 - Madrid, 3 de febrero de 1952) fue un arquitecto español, consejero nacional y procurador en las dos primeras legislaturas de las Cortes franquistas.
Afín al bando vencedor en la guerra civil española, ocupó importantes cargos en el Gobierno del régimen dictatorial de Francisco Franco, del que llegó a ser considerado como su arquitecto de cabecera. Fue director general de Arquitectura, desde donde organizó, junto con la Dirección General de Regiones Devastadas, la reconstrucción de los destrozos bélicos. Entre sus obras de este período, destacan los trabajos de reconstrucción de la Ciudad Universitaria de Madrid y el Valle de los Caídos.  Otras obras relevantes son los monumentos al Sagrado Corazón de Jesús en Bilbao y San Sebastián, o la reforma de la estación de Francia de Barcelona.

## Biografía
Pedro Muguruza nació en la localidad guipuzcoana de Elgóibar el 25 de marzo de 1893 aunque también aparece como nacido en Madrid, Su padre, Domingo Muguruza Ibarguren, era ingeniero de caminos, canales y puertos; trabajó en grandes obras, como la presa de Talave o el embarcadero del Hornillo, en la localidad murciana de Águilas. Pedro pronto se interesó por las artes y comenzó sus estudios de dibujo, pintura y escultura muy joven. Tuvo como profesores a Emilio Sala y Lorenzo Coullaut Valera, con quien colaboraría en varios proyectos de monumentos conmemorativos. 
Durante sus años de formación compagina sus estudios con la práctica del fútbol, entonces un deporte no profesional, jugando, al igual que su hermano Domingo, en el Club Atlético de Madrid durante cinco temporadas.
En 1916 se titula como arquitecto en la Escuela de Arquitectura de Madrid y seguidamente comienza a trabajar en el estudio de Antonio Palacios Ramilo como ayudante a la vez que se dedica a la docencia. En 1919 (según otras fuentes, en 1920) logra la cátedra de Proyectos de la Escuela de Arquitectura en la que había estudiado.
Sus trabajos le van dando prestigio como restaurador monumental y dibujante (se conservan varios croquis y apuntes del natural en diferentes museos), a lo que añade lo aprendido con Antonio Palacios, conformando un estilo clasicista regionalista y autóctono de excelente calidad recreando el plateresco y el barroco dentro de un bien pensado funcionalismo. Son muchos los trabajos que empieza a realizar. Participa en concursos y es nombrado arquitecto conservador del Monasterio de El Paular y también del Museo del Prado y de las Reales Academias, interviniendo significativamente en las de Bellas Artes de San Fernando, Ciencias Exactas y la Historia.

### Fama, el Palacio de Prensa de Madrid
En 1924, con treinta y un años, Muguruza se encarga del primer edificio de la Gran Vía madrileña: el Palacio de la Prensa.  Con esta obra adquiriría el reconocimiento profesional. Ya antes había adquirido relevancia con sus restauraciones y obras como el Monumento al Sagrado Corazón de Jesús en Bilbao, con el Palacio de Prensa se afianzaría como uno de los arquitectos más importantes de España. El edificio, al que dota de una fachada de ladrillo visto que llama la atención para los cánones de la época, y da monumentalidad con una torre sobre la plaza de Callao, la cual en un arco circular, recoge las ventanas y vanos, queda resuelto en tres volúmenes en el que ubica los diferentes servicios. Su construcción comienza en 1925 y se inaugura cuatro años después.

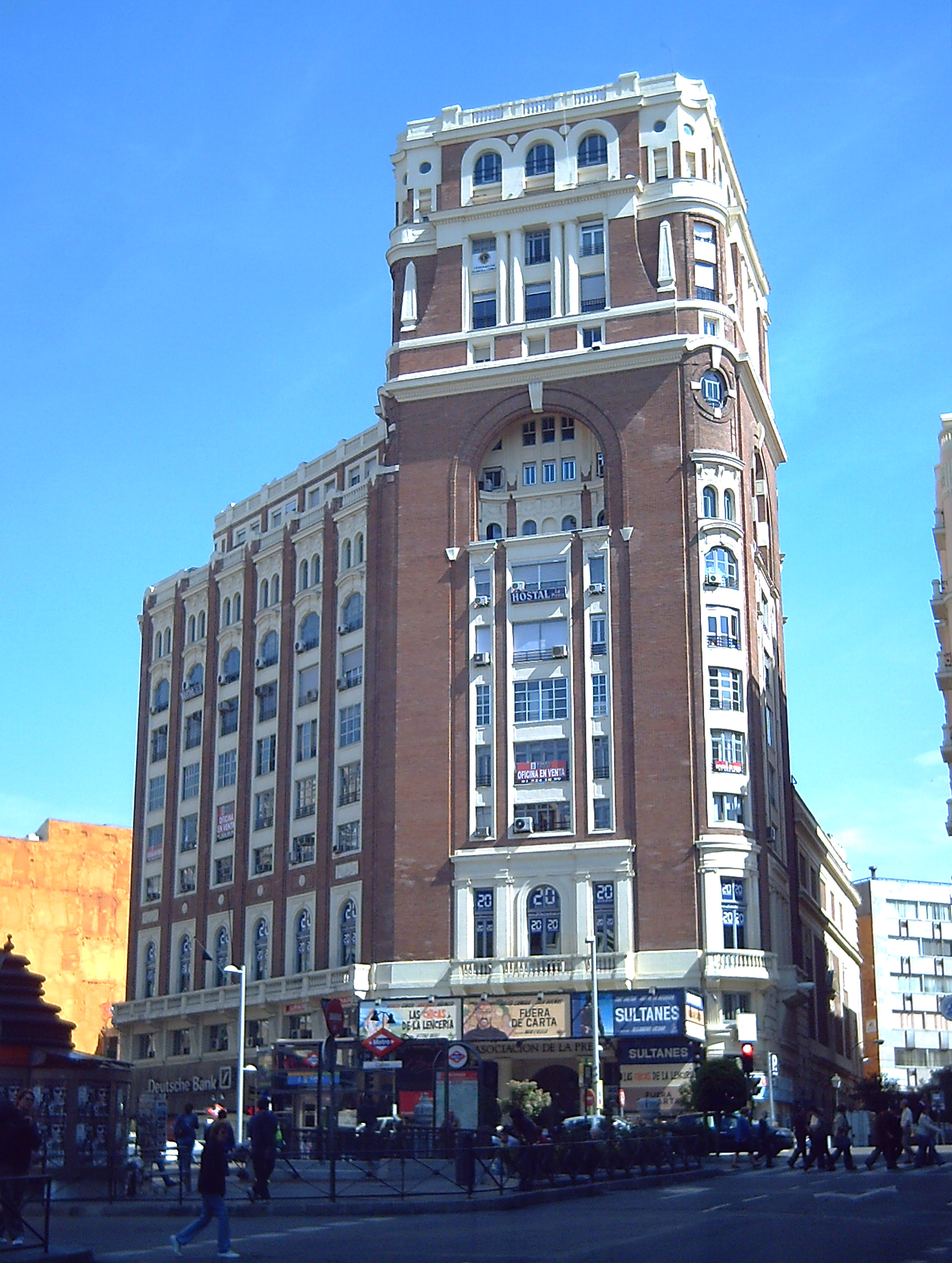
Palacio de la Prensa (Madrid).

En ese mismo tiempo construye varios edificios de viviendas, como los de la calle de Alfonso XII con vuelta a la calle de Felipe IV, destacando su diseño y planteamiento, y realiza la recuperación de la estación de Francia en Barcelona, participa en la construcción del monumento a Miguel de Cervantes en la plaza de España y hace el proyecto de la terminal de la estación del Norte. En 1928 se hace cargo de las obras de restauración del Teatro Real.

### Con la República
Durante el periodo republicano Muguruza mantiene una buena cartera de proyectos. La restauración del Teatro Real, de la que se había hecho cargo al dejarla Antonio Flórez Urdapilleta, le ocupan parte de su actividad. Proyecta, con Casto Fernández Shaw, el Edificio Coliseum en la Gran Vía en 1931 y se encarga de la reconstrucción de la Casa de Lope de Vega en la calle de Cervantes el año 1932 y al año siguiente realizaría las reformas del Palacio de Hielo y del Automóvil para convertirlo en el Centro de Estudios Históricos.

### En el franquismo
Pedro Muguruza estaba ligado ideológicamente a los partidos políticos que apoyaron y participaron en la sublevación militar dirigida contra el Gobierno de la Segunda República. La guerra que siguió a esa sublevación y el régimen dictatorial que impuso después de la misma tuvieron como consecuencia la disminución de arquitectos, entre los que se encontraron muchos de los más relevantes del periodo republicano, bien por no haber sobrevivido al acontecimiento bélico y a la posterior represión, bien por haberse exiliado o por haber sido inhabilitados profesionalmente. La contienda destruyó buena parte de las infraestructuras y edificios del país. En algunas zonas, en especial en las del frente, la destrucción pasaba del 75 % de la trama urbana. Para la reconstrucción el nuevo Gobierno creó dos organismos: la Dirección General de Regiones Devastadas y la Dirección General de Arquitectura. 
La Dirección General de Arquitectura, de la que se haría cargo la Falange, quedó bajo la dirección de Pedro Muguruza, que mantenía muy buenas relaciones con Francisco Franco. Muguruza organizó la profesión y definió el nuevo estilo junto con Pedro Bidagor, Gutiérrez Soto y López Otero. En abril de 1939, en la primera asamblea nacional de arquitectos se plantea el dotarse de un plan de reconstrucción en el que se marquen las directrices fundamentales para la misma. Se buscaba crear líneas de actuación unificadas. Junto a la Dirección General de Arquitectura y dependiente de ella se crean también la Sección de Urbanismo y el Centro Experimental de Arquitectura.
La arquitectura desarrollada bajo la dirección de Muguruza fue conservadora. Lejos de los planteamientos que otros fascismos europeos habían hecho (como el grandiosismo nazi o el debate arquitectónico de los fascistas italianos), se apostó por un estilo que reviviera la España imperial de los siglos XVI y XVII, recuperando el renacentismo de Juan de Herrera y dando valor a la arquitectura tradicional como propia del espíritu del pueblo español. Adoptó el cargo de director de la reconstrucción de Madrid, en donde mostró el estilo imperial con lo que se ha dado en llamar Madrid Imperial.
El 10 de enero de 1938 tomó posesión de su condición de miembro de número de la Real Academia de Bellas Artes de San Fernando; aunque leyó su discurso el 29 de abril en Sevilla (algunas fuentes señalan 1939). Ya había sido elegido miembro de la misma en 1934. El discurso de entrada leído en abril y publicado en 1942 versó sobre Servicios del País Vasco a la arquitectura nacional. Este discurso fue contestado por Modesto López Otero. Formó parte también de la Academia de San Carlos de Valencia y participó directamente en obras de reconstrucción, como la de la Ciudad Universitaria y el Teatro Real, que retomó. 
En 1942 recibe el encargo de la construcción de un monumento en el valle de Cuelgamuros, de San Lorenzo de El Escorial. Él y Diego Méndez serían encargados de la construcción del Valle de los Caídos, en donde, a la postre, se enterraría a Franco. Esta obra fue inaugurada en 1959.
En el País Vasco actuó en varias poblaciones, aparte de su natal Elgoibar. En Fuenterrabía formó parte de la Sociedad Progreso de Fuenterrabía y fue, junto con el francés René Petit, autor de los proyectos, que no vieron la luz, del Puente Internacional Alfonso XIII el Puntal de España que era el ensanche de la villa, en 1926.
El 3 de febrero de 1952 Pedro Muguruza murió en Madrid.

## Su obra

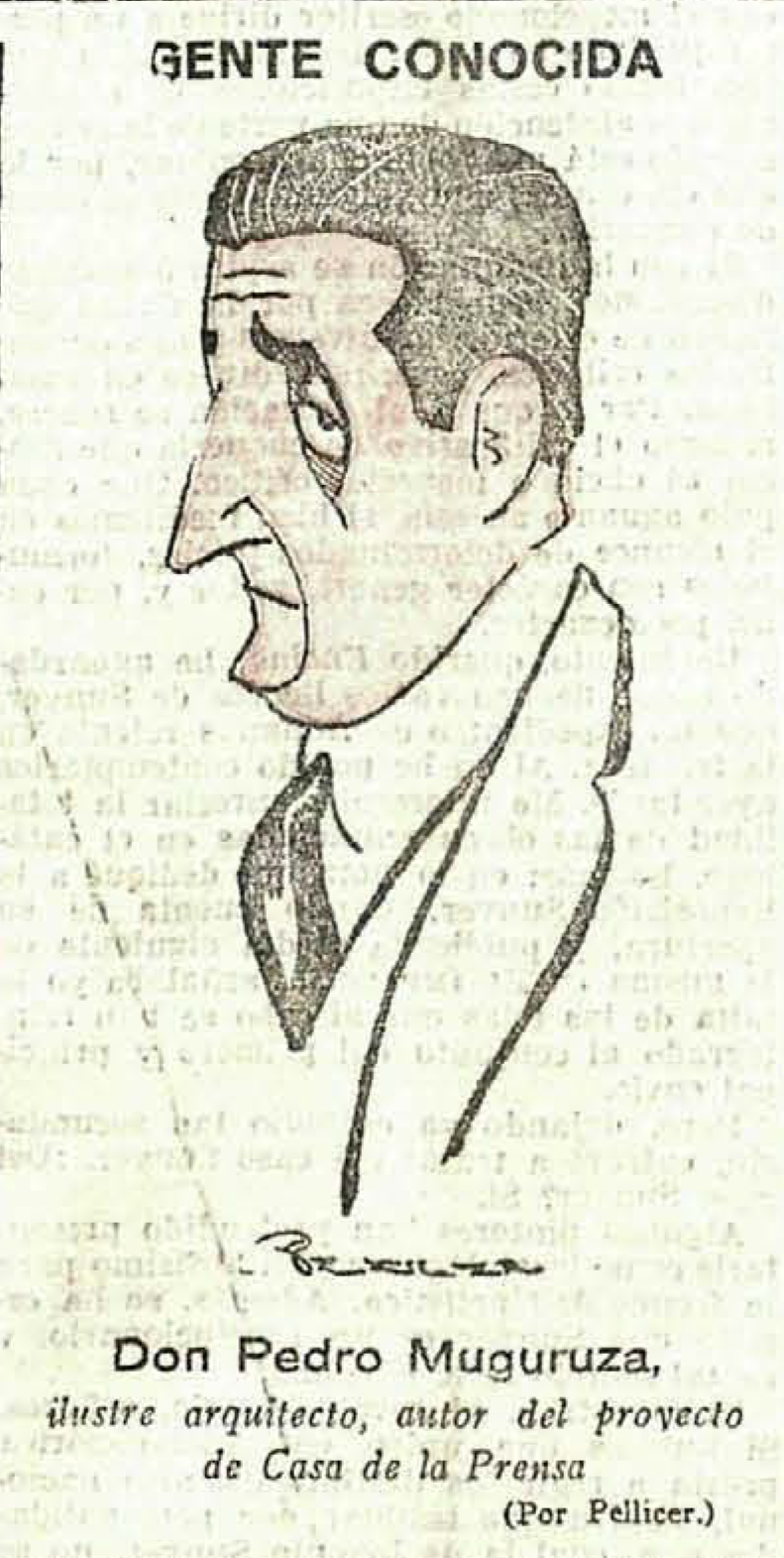
Muguruza en El Imparcial (1925)

La obra de Muguruza es extensa y abarca desde restauraciones y monumentos hasta planes de urbanismo. La influencia monumental que tuvo en sus inicios se mantuvo en toda su carrera; pero no fue óbice para que realizara excelentes edificios de viviendas, como los realizados en Madrid y en el País Vasco, o edificios de uso institucional. 
Una gran parte de sus trabajos se realizaron en la capital de España, pero también realizó obras en el extranjero. Hay otras suyas en París, Lisboa, Berlín, Montevideo y otras ciudades. En estos trabajos figuran los encargos gubernamentales para las Embajadas de España en Berlín y Lisboa o lo pabellones para la exposición internacional de París.
En el campo urbanístico destacan los trabajos realizados en las ampliaciones de las villas guipuzcoanas de Fuenterrabía, Elgóibar, Zarauz, Guetaria y la ciudad de Irún, así como las realizadas en Ceuta y en el Marruecos español de la mano de la Junta General de Urbanización y el Servicio de Arquitectura en las ciudades de Tánger, Tetuán o Xauén.
Reformas y reconstrucciones
- Restauración de la Ciudad Romana de Sagunto (1915);
- Monasterio de Santa María del Paular (de 1922 a 1951);
- reforma interior del museo del Prado, en dos intervenciones: en 1923 y 1925,  la escalera principal del centro del edificio; y en 1943-1946, una remodelación de la Galería Central y una nueva escalera para la fachada norte, con la intención de dar más luz a la zona de la cripta;
- renovación de la Cárcel de Corte (hoy Palacio de Santa Cruz (Madrid) y sede del Ministerio de Asuntos Exteriores y Cooperación) en 1930, con una nueva restauración en 1941 tras los destrozos causados por la guerra civil y una ampliación en 1950;[10]
- portada del Hospital de la Latina;
- Teatro Real (1932, 1942);
- Casa-Museo de Lope de Vega en la calle de Cervantes, 11 (1932-1935);
- reforma del Palacio de Hielo y del Automóvil en la calle del Duque de Medinaceli (1933);
- Iglesia de Santa Cristina (1940-1953).

Edificios

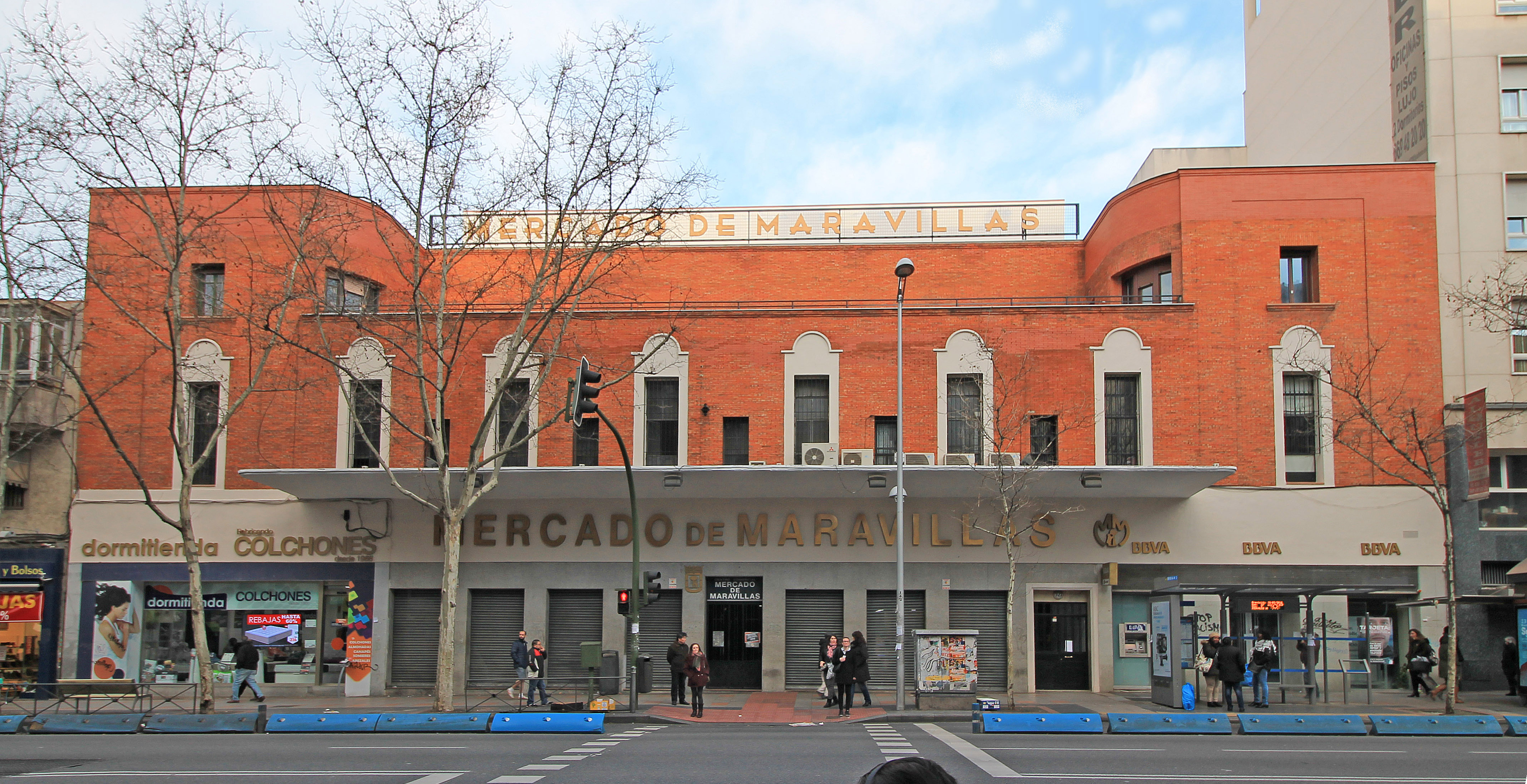
Mercado de Maravillas (Madrid).

- Edificio Coliseum en la Gran Vía de Madrid (1931-1933), en colaboración con Casto Fernández-Shaw, por iniciativa del empresario Jacinto Guerrero;
- Edificio de viviendas en la calle de Alfonso XII (1924-1926)
- Palacio de la Prensa de Madrid (1924-1928), uno de los edificios más altos de la época de la capital;
- Estación de Francia en Barcelona (1924-1929)
- Edificio del Marqués de Ibarra en la glorieta de Rubén Darío (1929-1931).
- Mercado de Maravillas de Madrid, obra racionalista proyectada en 1933 y finalizada en 1942;
- Poblado de Pescadores (1941-1944) en Fuenterrabía.
- Edificio Carlos V (1940-1942) en Fuenterrabía.
- Hotel Alba, en Palm Beach, Florida (EE. UU.).

Monumentos
- Monumento a Miguel de Cervantes, en la Plaza de España de Madrid (1915-1918), en colaboración con el arquitecto Rafael Martínez Zapatero y el escultor Lorenzo Coullaut Valera.;
- Monumento al Sagrado Corazón de Jesús en Bilbao (1921-1925)
- Monumento al Sagrado Corazón de Jesús del Cerro de los Ángeles (1940)
- Monumento al Sagrado Corazón de Jesús en San Sebastián (1945)
- Valle de los Caídos.